# Kaliumformiat
Kaliumformiat, CHKO2, är ett salt av myrsyra. Det är en färglös kristall. Kaliumformiat används som ett miljövänligare alternativ till vägsalt bland annat i Finland och i Sverige.